# Berth Johanssons Memorial
Berth Johanssons Memorial är ett travlopp för femåriga varmblodstravare som körs på Umåkers travbana i Umeå i Västerbottens län varje år i april sedan 2010. Loppet körs över medeldistans 2140 meter med autostart. Förstapris är 200 000 kronor.

## Vinnare
| År   | Häst            | Kusk               | Tränare           | Tid    | Tvåa               | Trea             |
| ---- | --------------- | ------------------ | ----------------- | ------ | ------------------ | ---------------- |
| 2024 | Joviality       | Erik Adielsson     | Sabine Kagebrant  | 1.11,9 | Ante La Roque      | Bengan           |
| 2023 | Francesco Zet   | Örjan Kihlström    | Daniel Redén      | 1.11,0 | Castor the Star    | Mustang Racer    |
| 2022 | Mister Hercules | Örjan Kihlström    | Daniel Redén      | 1.13,1 | Kurri Jari Boko    | Hector Sisu      |
| 2021 | Don Fanucci Zet | Örjan Kihlström    | Daniel Redén      | 1.12,7 | Hail Mary          | Global Adventure |
| 2020 | Attraversiamo   | Erik Adielsson     | Svante Båth       | 1.12,3 | Maxus              | Stoletheshow     |
| 2019 | Son of God      | Örjan Kihlström    | Daniel Redén      | 1.12,3 | Hotshot Luca       | Transcendence    |
| 2018 | Diamanten       | Erik Adielsson     | Stig H. Johansson | 1.13,6 | Muscle Hustle      | Makethemark      |
| 2017 | Tobin Kronos    | Örjan Kihlström    | Daniel Redén      | 1.12,5 | Cruzado Dela Noche | In Vain Sund     |
| 2016 | Daley Lovin     | Erik Adielsson     | Daniel Redén      | 1.12,9 | Volstead           | Exodus Hanover   |
| 2015 | Cool Keeper     | Leif Witasp        | Leif Witasp       | 1.12,6 | Special Topgear    | Screen Height    |
| 2014 | Beer Summit     | Ulf Ohlsson        | Petri Salmela     | 1.13,3 | Blended Scotch     | Quid Pro Quo     |
| 2013 | David Sisu      | Johnny Takter      | Petri Salmela     | 1.12,8 | Panne de Moteur    | On Track Piraten |
| 2012 | Formula One     | Erik Adielsson     | Stig H. Johansson | 1.12,4 | Kadett C.D.        | Haraldinho       |
| 2011 | Caballion       | Fredrik B. Larsson | Henrik Larsson    | 1.12,6 | Select Yankee      | Monster Drive    |
| 2010 | Maharajah       | Örjan Kihlström    | Stefan Hultman    | 1.13,4 | Calamara Donna     | Lord Capar       |